# Tamaria megaloplax
Tamaria megaloplax is een zeester uit de familie Ophidiasteridae.
De wetenschappelijke naam van de soort werd in 1884 gepubliceerd door Francis Jeffrey Bell.